# Беллу
Беллу́ (фр. Bellou) — колишній муніципалітет у Франції, у регіоні Нормандія, департамент Кальвадос. Населення — 158 осіб (2011).
Муніципалітет був розташований на відстані близько 160 км на захід від Парижа, 50 км на південний схід від Кана.

## Історія
До 2015 року муніципалітет перебував у складі регіону Нижня Нормандія. Від 1 січня 2016 року належав до нового об'єднаного регіону Нормандія.
1 січня 2016 року Беллу, Окенвіль, Лез-Отель-Сен-Базіль, Серке, Шеффревіль-Тоннанкур, Ла-Крупт, Фамії, Фервак, Ертеван, Ліваро, Ле-Меній-Бакле, Ле-Меній-Дюран, Ле-Меній-Жермен, Мель, Ле-Мутьє-Юбер, Нотр-Дам-де-Курсон, Прео-Сен-Себастьян, Сент-Маргерит-де-Лож, Сен-Мартен-дю-Меній-Урі, Сен-Мішель-де-Ліве, Сент-Уан-ле-У i Тортізамбер було об'єднано в новий муніципалітет Ліваро-Пеї-д'Ож.

## Демографія
Динаміка населення (INSEE ):
Розподіл населення за віком та статтю (2006):
| Стать | Всього | До 15 років | 15-24 | 25-44 | 45-64 | 65-85 | Понад 85 |
| --- | ------ | ----------- | ----- | ----- | ----- | ----- | -------- |
| Чоловіки | 72     | 26          | 0     | 17    | 12    | 13    | 4        |
| Жінки | 77     | 17          | 4     | 13    | 17    | 26    | 0        |
| \| Статево-вікова піраміда \| Статево-вікова піраміда \| Статево-вікова піраміда \| \| ----------------------- \| ----------------------- \| ----------------------- \| \| Чоловіки \| Вік \| Жінки \| \| 4 \| 85 + \| 0 \| \| 0 \| 80-84 \| 13 \| \| 4 \| 75-79 \| 0 \| \| 9 \| 70-74 \| 9 \| \| 0 \| 65-69 \| 4 \| \| 4 \| 60-64 \| 9 \| \| 4 \| 55-59 \| 4 \| \| 4 \| 50-54 \| 0 \| \| 0 \| 45-49 \| 4 \| \| 4 \| 40-44 \| 4 \| \| 9 \| 35-39 \| 9 \| \| 0 \| 30-34 \| 0 \| \| 4 \| 25-29 \| 0 \| \| 0 \| 20-24 \| 4 \| \| 0 \| 15-20 \| 0 \| \| 9 \| 10-14 \| 9 \| \| 13 \| 5-9 \| 4 \| \| 4 \| 0-4 \| 4 \| |        |             |       |       |       |       |          |
| Статево-вікова піраміда |        |             |       |       |       |       |          |
| Чоловіки | Вік    | Жінки       |       |       |       |       |          |
| 4 | 85 +   | 0           |       |       |       |       |          |
| 0 | 80-84  | 13          |       |       |       |       |          |
| 4 | 75-79  | 0           |       |       |       |       |          |
| 9 | 70-74  | 9           |       |       |       |       |          |
| 0 | 65-69  | 4           |       |       |       |       |          |
| 4 | 60-64  | 9           |       |       |       |       |          |
| 4 | 55-59  | 4           |       |       |       |       |          |
| 4 | 50-54  | 0           |       |       |       |       |          |
| 0 | 45-49  | 4           |       |       |       |       |          |
| 4 | 40-44  | 4           |       |       |       |       |          |
| 9 | 35-39  | 9           |       |       |       |       |          |
| 0 | 30-34  | 0           |       |       |       |       |          |
| 4 | 25-29  | 0           |       |       |       |       |          |
| 0 | 20-24  | 4           |       |       |       |       |          |
| 0 | 15-20  | 0           |       |       |       |       |          |
| 9 | 10-14  | 9           |       |       |       |       |          |
| 13 | 5-9    | 4           |       |       |       |       |          |
| 4 | 0-4    | 4           |       |       |       |       |          |

## Економіка
2010 року серед 90 осіб працездатного віку (15—64 років) 64 були активними, 26 — неактивними (показник активності 71,1%, у 1999 році було 68,4%). З 64 активних мешканців працювали 62 особи (37 чоловіків та 25 жінок), безробітними було 2 (0 чоловіків та 2 жінки). Серед 26 неактивних 5 осіб було учнями чи студентами, 10 — пенсіонерами, 11 були неактивними з інших причин.

У 2010 році в муніципалітеті числилось 61 оподатковане домогосподарство, у яких проживали 150,0 особи, медіана доходів виносила 15 226 євро на одного особоспоживача